# Борисов, Алексей Владимирович
Алексей Владимирович Борисов (27 марта 1965, Москва — 24 января 2021, там же) — российский математик, лауреат премии имени С. В. Ковалевской (в соавторстве, за 2012 год).

## Биография
Родился 27 марта 1965 года в Москве.
Закончил Московский государственный технический университет имени Н. Э. Баумана в 1989 году.
В 1993 году — кандидатская диссертация, тема: «Неинтегрируемость уравнений Кирхгофа и родственных задач динамики твёрдого тела», защита на механико-математическом факультете МГУ.
В 2001 году — докторская диссертация, тема: «Пуассоновы структуры и алгебры Ли в гамильтоновой механике», защита на механико-математическом факультете МГУ.
Под его руководством защищено 10 кандидатских и 4 докторские диссертации.

### Должности
С 1996 по 2001 год заведовал Лабораторией динамического хаоса и нелинейности Удмуртского государственного университета (УдГУ), Ижевск.
С 1998 года — директор Научно-издательского центра «Регулярная и хаотическая динамика».
С 2002 года — заведующий Лабораторией нелинейной динамики Института машиноведения имени А. А. Благонравова РАН, Москва.
С 2002 года — директор Института компьютерных исследований, Ижевск.
С 2003 года — заведующий Отделом математических методов нелинейной динамики Института математики и механики Уральского отделения РАН,
Екатеринбург.
С 2010 года — проректор по информационным и компьютерным технологиям УдГУ.

### Общественно-научная деятельность
С 2001 года — член Российского национального комитета по теоретической и прикладной механике.
С 2006 года — член-корреспондент Российской академии естественных наук (РАЕН).
Являлся соорганизатором регулярных конференций «Geometry, Dynamics, Integrable Systems», проводимых Математическим институтом Сербской академии наук и искусств в сотрудничестве с УдГУ.
С 10 по 16 сентября 2011 года — член орг. комитета международной конференции Third International Conference «Geometry, Dynamics, Integrable Systems — GDIS 2011», Lisbon — Sintra.
С 5 по 9 июня 2012 года председатель орг. комитета международного симпозиума под эгидой IUTAM Symposium «From Mechanical to Biological Systems — an Integrated Approach», Ижевск, УдГУ.
А. В. Борисов был основателем и главным редактором Международного научного журнала «Regular and Chaotic Dynamics», а так же главным редактором журналов «Нелинейная динамика», «Компьютерные исследования и моделирование», «Вестник Удмуртского университета. Математика. Механика. Компьютерные науки».
Являлся членом редколлегий журналов Journal of Nonlinear Applied Dynamics, Theoretical and Applied Mechanics, Вестник Национального исследовательского ядерного университета «МИФИ», Известия Института математики и информатики Удмуртского государственного университета.

### Гранты и проекты
- Российско-французский исследовательский проект «Formes et Mecanique Celeste» (Формы в небесной механике) при совместной поддержке РФФИ и Национального центра научных исследований Франции (с 2010)
- Российско-американский исследовательский проект «N-vortex problem in applications to atmospheric events» (Задача N вихрей в приложении к атмосферным явлениям) при поддержке фондов РФФИ и CRDF (с 2009)

## Награды
- Государственная премия РФ для молодых учёных (1994)
- Премия имени С. В. Ковалевской (совместно с И. С. Мамаевым) (2012) — за серию монографий, посвящённых интегрируемым системам гамильтоновой механики
- Russian Highly Cited Researcher (Web of Science) (2015)